# THE KING
THE KING（ザ・キング）は韓国のボーイズアイドルグループ。メンバーはセジン、チェラン、ドンヒョク、スンジェ、バウルの5人。韓国のほかにもタイ・中国・フィリピンで10公演以上のコンサートを開催し、国境を超えた活動が特徴。

## グループ名の由来
歌謡界の王者になるという意味が込められている。これは、韓国だけではなく全世界での活躍を込めている。全員練習生として面識があり、様々なことに挑戦してきた仲間で、グループとしての目標は「みんなで楽しく、長くやっていきたい。」と語っている。

## メンバー
| 名前                    | 生年月日              | ポジション                       | 身長          | 趣味                              | 特技                                                                                                 | メンバーからの印象                                                                                       |
| ----------------------- | --------------------- | -------------------------------- | ------------- | --------------------------------- | --- | --- |
| セジン (SEJIN)          | 1991年2月28日（34歳） | リーダー、ラップ、プロデューサー | 身長175センチ | ART、COMPOSITION、WRITE LYRICSART | 睡眠、大食い、映画鑑賞、ネット漫画                                                                   | よく服を脱ぐ。たくさん食べる。一生懸命運動するがすぐ疲れる。ジャワーが長い。いつも体が痛いと言っている。 |
| チェラン (CHOI RANG)    | 1990年6月15日（34歳） | ラップ                           | 身長175センチ | B－BOY、作詞 、作曲               | ゲーム、組み立て                                                                                     | テンションが高い。優しい性格。メンバーで一番年上である                                                   |
| ドンヒョク (DONG HYEOK) | 1993年1月12日（32歳） | リードボーカル                   | 身長170センチ | ビートボックス、マーシャルアーツ  | 運動、自身管理、ゲーム、音楽鑑賞、日本の文化で好きな物は日本料理                                     | 努力家。コツコツ頑張るタイプ。負けず嫌い。                                                               |
| スンジェ (SEUNG JAE)    | 1993年9月11日（31歳） | メインボーカル                   | 身長175センチ | ゲーム、高音                      | ゲーム、ラップ                                                                                       | 賢くて歌もうまい。言葉を選んで慎重に話すタイプ。                                                         |
| バウル (BAWOOL)         | 1995年2月7日（30歳）  | ボーカル                         | 身長180センチ | 運転、ドラム、バラード            | 睡眠、ボーリング、ビリヤード、釣り、ドラマ鑑賞、楽器を演奏することが好き、メンバーで一番末っ子である | 一番おもしろい                                                                                           |

## 略歴
- 2011年結成。
- 2014年11月に「Destiny」という曲でデビュー。「Destiny」はリーダーでのセジンが映画「シザーハンズ」からヒントを得て、恋人たちの愛について書いた曲である[5]。
- 2015年8月に「Makes Me High」が最初に中国でリリース、その後12月に韓国でリリースされた。アルバム「Makes Me High」でセジンは自ら作詞作曲をし、今後音楽性を高めていくこととなる[6]。
- 2017年1月に「DAMN-OH-TAPE」をリリース
- 2017年3月韓国で「LOOK BACK」をリリースし初めてMVを制作、歌番組に出演したことで注目を集めた。
- 2017年にソウル、タイ、台湾、アブダビ、モンゴル、マレーシア、日本をまわるアジアツアーが行われた。
- 2018年「私は道で芸能人を拾った나는길에서연예인을주웠다」挿入歌 KnockKnock
- 2020年それぞれにカフェ経営に力を注ぐ。SeJinセジンは撮影制作の仕事の会社に力を注ぎ、DongHyokドンヒョクは歌手活動を継続。

SeJinセジン… CAFE→VUTTONS 43,Dasan-ro 19-gil, Jung-gu, Seoul /ソウル特別市中区新堂洞377−52/ 서울 중구 신당동377-52
撮影制作会社 Instagram → https://www.instagram.com/blackmarketcrew/?hl=ja
ChoiRangチェラン…DEEP DIVE CAFE 116,Gojan-ro,Danwon-gu,Ansan
DongHyeokドンヒョク…Singingtree YouTube ➡️https://www.youtube.com/channel/UCNal01_2hnQrGZpIHYXB9NA
SeungJaeスンジェ…cafe myspace https://www.makeus.net/42254 문래동카페 - 서울시 영등포구도림로141길15
BaWoolバウル…whitehouse coffee 불암로109번길 4-18, namyangju

### タイでの活動
- ジーンズブランド「LEE」のイメージモデルやフレグランスブランド「SEXY GIRL」の広告モデルを務める[7]。

### 中国での活動
- 大手放送局が開催するイベントに出演[8]。

## 日本での活動
携帯の待ち受け画面を東京ドームにするなど、日本での活動に熱い思いを抱いていたなか、2017年5月28日に日本でブログを開設。現在は日本語の勉強中。数々の国で培ってきたパフォーマンスを武器に活動を開始した。
2017年11月17日には人気俳優ソンフンが出演するドラマ「じれったいロマンス」のプロモーションに参加するためスクエア荏原 ひらつかホールで行われたイベントに参加。ドラマの挿入歌となる「あなただけの世界」をはじめとするの2曲をパフォーマンスし、会場を盛り上げた。さらにイベントではリハーサルや台本に無かったにもかかわらず、ソンフンがメンバー全員を呼び出し、「彼らの魅力をアピールします」と紹介。メンバーたちは迫力あるブレイクダンスを披露し、負けじとソンフン自身もお茶目なブレイクダンスを披露するといった場面が見られた。
2019年5月30日「I'm coming to you」で日本デビュー。日本デビューイベントは5月30日はZeppTokyoソンフンファンミーティング昼の部、夜の部の間で行われる。31日にはJOL原宿で開催。タイ、台湾、マレーシアからも日本デビューを祝うために複数のファンがかけつける。
2019年9月27日タワーレコード渋谷店・JOL原宿、28日タワーレコード池袋店・JOL原宿にて2ndAlbum「Water drop」発売イベント開催。こちらもタイ、台湾からも複数ファンがかけつける。

## 斬新なMV製作を企画
クラウドファンディングで新曲「Will come to you」のMV制作プロジェクトを2018年1月17日に始動。
曲名になっている「Will come to you」は「You」はファン、「Will come」はメンバーがステージに立ってファンに合うときの気持ちを指しており、アジアツアーで各国を回った際に感じた想いを込めている。
プロジェクト始動にあたり、「今この瞬間が夢ではなく現実であることを祈りつつ、明日がもっと良い日であるように、そして寒い季節の後には必ず暖かい春が来るように、このMV映像をファンの皆様と、そしてソンフンさんと共に作り上げていきたいと思います。」と述べている。--プロジェクト概要欄より引用

## 作品
CD
- 「LOOK BACK」[11]
- 「Makes Me High」
- 「DAMN-OH-TAPE」
- 「Knock Knock」…ドラマ「私は道で芸能人を拾った」挿入歌
- 「I'm coming to you」
- 「Water drop」

## 受賞
- 2016韓国グローバルピース「ONE DREAM ONE KOREA」[12]